# Kisa
Kisa ( PRONÚNCIA) é uma pequena cidade da província histórica de Östergötland. 

Tem cerca de 3 687 habitantes. 
É a sede do município de Kinda, no condado de Östergötland, situado no sul da Suécia. 

Está localizada a 40 km a sul de Linköping, à qual está ligada pela estrada nacional 34. 